# 月岡村
月岡村（つきおかむら）は、かつて富山県上新川郡にあった村。

## 沿革
- 1889年（明治22年）4月1日 - 町村制の施行により、上新川郡月岡村、月岡新村、開発村、稲野村、上千俵村、大場新村、青柳村、大井村、西福沢村、西田中村、西黒牧村、今町村、上布目村及び中布目村の区域をもって、上新川郡月岡村が発足する。
  - 当初は開発村もか16ヶ村で上月岡村をつくる案が諮問されていた[4]。
  - 開村当時は役場の事務を庶務部と会計部に分けていた[5]。
- 大正末期から1930年（昭和5年） - 月岡、稲野、大場新の3大字が月岡新に合併される[3]。
- 1955年（昭和30年）4月1日 - 上新川郡新保村、熊野村及び月岡村が合併して、上新川郡富南村が発足する。

## 村役場の変遷
1889年（明治22年）の開村当時は、開発村288番地の栗山九平村長宅（旧戸長役場）に設けられていたが、同年8月1日午前2時30分の火事で焼失した。これ以降は開発村150番地の中野明慧宅（法輪寺）を借りて仮役場とした。これを機に村内中央の月岡新村432番地の岡城ヤイ宅を本役場にしたいと、富山県知事宛に請願書が提出された。
1891年（明治24年）6月、月岡新村字壇割125番地に村役場を新築する事が決まるも、同年10月19日の大風で、新築工事中の役場、小学校共々破壊されたため、修繕した。1895年7月31日、この建物を70円で売却し、小学校の一部を借り受けて村役場とした。後に小学校の児童が多くなったため、1898年（明治31年）3月30日、小学校校舎南西部に建坪33坪5合の村役場庁舎が新築された。1911年（明治44年）4月、小学校新築のため村役場を仮校舎に充て、上千俵村884番地の中山作次郎宅を借り受け仮役場とした。1912年（明治45年）2月29日の校舎新築落成によって、役場を校舎の北方、上千俵村字紋兵衛割854番地に移転した。
1926年（大正15年）9月10日、旧村役場と同地に2階建敷地24坪余の村役場庁舎を建てた。さらに1953年（昭和28年）10月6日、上千俵字紋兵衛割895番地に小学校校舎の一部（後のプール辺り）をもって新築した。この時の庁舎は本館2階建て165坪、渡り廊下4坪、雑庫6 - 25坪、便所1.5坪、自転車置場4坪の計180.7坪であった。この建物は現在のセンターが1983年（昭和58年）4月に竣工するまで使用された。

## 歴代村長
出典→
1. 栗山九平（1889年5月15日 - 1889年10月4日）
2. 中土金太郎（1890年3月16日 - 1904年3月25日）
3. 笹岡金之助（1904年5月29日 - 1911年10月20日）
4. 橋本永次郎（1911年11月24日 - 1916年9月15日）
5. 久保銀之助（1916年9月25日 - 1920年1月10日）
6. 中土仲太郎（1920年6月1日 - 1922年4月15日）
7. 久保銀之助（1922年5月19日 - 1926年5月18日）
8. 中土政之助（1926年6月8日 - 1928年1月17日）
9. 栗山武（1928年5月1日 - 1932年4月30日）
10. 高柳喜三次（1932年6月14日 - 1933年4月10日）
11. 谷口弥一郎（1933年4月11日 - 1937年4月10日）
12. 中島正義（1937年4月17日 - 1945年4月20日）
13. 大塚庄十郎（1945年5月4日 - 1946年12月5日）
14. 荒川清治（1947年4月5日 - 1951年4月4日）
15. 栗林久米（1951年4月23日 - 1955年3月31日）